# 2016 en Turquie
Cet article présente les faits marquants de l'année 2016 en Turquie.

## Évènements
- 17 février : un attentat à Ankara fait au moins 28 morts.
- 13 mars : un attentat à Ankara fait 37 morts.
- 31 mars : un attentat à Diyarbakir tue sept policiers[1].
- 24 mai : Binali Yıldırım est nommé Premier ministre.
- 15 juillet : tentative de coup d'État.
- 20 août : un attentat à Gaziantep fait plus de 50 morts.
- 26 août : attentat à Cizre visant la police.
- 4 novembre : attentat à Diyarbakır.
- 17 décembre : un attentat à Kayseri fait au moins 14 morts.
- 19 décembre : l'ambassadeur de Russie Andreï Karlov est assassiné à Ankara.
- 20 décembre : le tunnel Eurasia sous le Bosphore est inauguré à Istanbul.